# Nguyễn Trọng Tháp
Nguyễn Trọng Tháp (sinh 29 tháng 10 năm 1929) là một Thiếu tướng Công an nhân dân Việt Nam. Nguyên Cục trưởng Cục Chống phản động (A16) - Bộ Nội vụ (Cũ), sau này là Cục A67 - Bộ Công an, nguyên Giám đốc Công an Tỉnh Lai Châu, danh hiệu Anh hùng Lực lượng vũ trang nhân dân .

## Tiểu sử
- Đồng chí Nguyễn Trọng Tháp quê ở thôn Vũ Xá, xã Thất Hùng, huyện Kinh Môn, tỉnh Hải Dương.
- Kết nạp đảng năm 1948.
- Từng giữ các chức vụ: Trưởng Công an huyện Tuần Giáo, Giám đốc Công an Tỉnh Lai Châu.
- Huy hiệu 70 năm tuổi Đảng (2017), Anh hùng Lực lượng vũ trang nhân dân (2009)[3].